# Limonádový Joe (divadelní hra)
Limonádový Joe (vyslov česky joe, nikoliv anglicky džou) je fiktivní parodická postava „ideálního westmana“ stvořená českým autorem Jiřím Brdečkou. Motivován svým zájmem o problematiku Divokého západu sepsal v letech 1939–1940 pro časopis Ahoj na neděli seriál povídek o tomto jejich hlavním protagonistovi. Herec divadla Větrník Zdeněk Stránský jej na podzim roku 1943 seznámil s režisérem Větrníku Josefem Šmídou, který pak 20. března 1944 ve světové premiéře uvedl Brdečkovu hru Limonádový Joe na pódium divadla. Ve Větrníku měla hra 99 repríz, v titulní roli vystupoval Zdeněk Řehoř.